# 작은관코박쥐
작은관코박쥐(Murina ussuriensis)는 애기박쥐과에 속하는 박쥐의 일종이다. 인도아대륙부터 한반도까지의 남아시아와 동아시아에서 발견된다. 현재 환경부 지정 멸종위기 야생생물 Ⅰ급으로서 보호받고 있다.
Murina aurata와의 분류 관련하여 논쟁의 여지가 있으나, Maeda (1980)는 형태적 특징과 서식범위의 차이에 근거하여 이 종을 구분된 full species로 명명하였다.